# نراد سیبریایی
نراد سیبریایی (نام علمی: Abies sibirica) نام یک گونه از سرده نراد است.